# Rummelplatz der Liebe (1954)
Rummelplatz der Liebe (Arbeitstitel: Rummelplatz) ist ein Spielfilm, der in deutsch-amerikanischer Co-Produktion 1953/54 entstand. Er erlebte seine Uraufführung während der Berlinale 1954.

## Handlung
Lilli ist pleite. Die junge, hübsche Frau wird von Toni, dem Manager eines Schaustellers, bei einem Diebstahl erwischt. Er nutzt die Situation aus, um sie zu verführen und vermittelt sie an einen Zirkus, mit dem sie fortan auf Reisen gehen soll. An diesem Zirkus arbeitet der wagemutige Trapezkünstler Franz. Lilli verliebt sich in Franz und heiratet ihn. Doch auch Toni empfindet mehr als nur kollegiale Freundschaft für Lilli. Er stellt ihr nach und gibt sich weiterhin als guter Berater der naiven Lilli. Lilli ist dem Ratgeber hörig und dieser nutzt das Mädchen aus. Toni will jedoch mehr sein, als nur der väterliche Freund von Lilli. Seine Eifersucht auf Franz bringt ihn schließlich dazu, dass er die Leitersprossen des Sprungturms löst, so dass Franz abstürzt und dabei zu Tode kommt. Die Polizei hält den Mord für einen Unglücksfall. Gegenüber Lilli gesteht Toni, dass er der Urheber für den Tod ihres Mannes ist. Der Mord an Franz zerstört jedoch die Beziehung zu Lilli, die plötzlich den wahren Menschen hinter der guten Fassade erkennt. Toni kommt auf dem Riesenrad um, und Lilli kann nun ein neues Leben beginnen.

## Hintergrund
Der Film wurde im Atelier der Bavaria Film in Geiselgasteig produziert. Die Außenaufnahmen entstanden auf dem Maxburg-Gelände in München, in Garmisch und am Tegernsee. Ted Haworth, Hanns H. Kuhnert und Theo Zwierski schufen die Bauten, Arthur Siteman und Herbert Junghanns waren Produktionsleiter. Das Riesenrad, auf dem in der Schlussszene der entscheidende Zweikampf ausgetragen wird, ist noch heute in Betrieb. Von dem Film wurden eine deutsche und eine amerikanische Version unter dem Titel The Carnival Story hergestellt.
Die Uraufführung der deutschen Version fand im Juni 1954 während der Berlinale 1954 in der Berliner Waldbühne vor 25.000 Zuschauern statt. Der Film fiel jedoch beim Publikum durch und wurde gnadenlos ausgepfiffen. Das Berliner Publikum schuf sogleich einen alternativen ironisierenden Titel: Fummelplatz der Liebe. Dennoch wurde der Film im Juli 1954 auch beim Locarno Festival gezeigt. Am 20. August 1954 kam er im Massenstart in die deutschen Kinos.
Eva Bartok und Curd Jürgens galten als eines der Traumpaare des deutschen Films Mitte der 1950er Jahre. Ein Jahr nach der Uraufführung des gemeinsamen Films heirateten Eva Bartok und Curd Jürgens. Die Ehe wurde jedoch ein Jahr später bereits wieder geschieden.
Regisseur Kurt Neumann hatte bereits im April 1954 seine amerikanische Fassung dieses Films unter dem Titel Carnival Story in Hollywood zur Uraufführung gebracht. Hier wurde die weibliche Hauptrolle von Anne Baxter gespielt, die in Rummelplatz der Liebe einen Cameo-Auftritt hat. Die männliche Hauptrolle spielte Steve Cochran.

## Kritiken
- Lexikon des internationalen Films: Klischeeshafte Zirkus-Story. Die erste deutsch-amerikanische Co-Produktion nach 1945 wurde in zwei Versionen gedreht.[2]